# Хайбулдино
Хайбулдино — деревня в Дрожжановском районе Татарстана. Входит в состав Чувашско-Дрожжановского сельского поселения.

## География
Находится в юго-западной части Татарстана у западной окраины районного центра села Старое Дрожжаное на речке Малая Цильна.

## История
Известна с 1664 года.

## Население
В деревне числилось в 1859 году — 173 человека, в 1897 — 295, в 1913 — 331, в 1920 — 323, в 1926 — 325, в 1938 — 412, в 1949 — 380, в 1958 — 321, в 1970 — 367, в 1989 — 185. Постоянное население составляло 168 человек (чуваши 99 %) в 2002 году, 141 — в 2010.